# Чернова Ірина Вікторівна
Чернова Ірина Вікторівна — український музикознавець, культуролог. Заслужений працівник народної освіти України, кандидат мистецтвознавства, доцент Львівської національної музичної академії імені Миколи Лисенка.

## Біографія
Народилася у місті Львів, в родині лікарів. Батько — Віктор Чернов, доктор медичних наук, завідувач кафедри шпитальної терапії Львівського медичного інституту, кардіолог за фахом. Мати — Чернова Ганна Гнатівна, доцент кафедри пропедевтики внутрішніх хвороб, гепатолог.
Ірина Чернова навчалася у спеціальній музичній школі імені С. Крушельницької. У 1970 році закінчила Львівську консерваторію імені Миколи Лисенка, а в 1974—1978 роках навчалася заочно в аспірантурі у Лєнінградській консерваторії ім. Н.Римського-Корсакова. У 2007 році захистила кандидатську дисертацію по проблемі «Музичне виконавство в ситуації постмодернізму».
Педагог за покликанням, своє життя присвятила навчанню та вихованню студентської молоді. Працювала у різних вищих навчальних закладах Львова, зокрема, у Львівському вищому військово-політичному училищі, Академії при президентові України (львівська філія), Українському Католицькому університеті, Академії Сухопутних військ імені гетьмана Петра Сагайдачного тощо.
У 2003 році випустила книгу про альтиста Юрія Башмета, дитинство якого пройшло у Львові. Сам Башмет приїжджав на презентацію книги.
З 2007 року працює доцентом Кафедри гуманітарних дисциплін Львівської національної музичної академії імені Миколи Лисенка.
Сповідуючи національно-патріотичні ідеали та пріоритети української освіти, інтегрує їх у своїй освітянській діяльності з досягненнями сучасної європейської педагогіки. Впродовж багатьох років працювала лектором-мистецтвознавцем у львівському відділенні товариства «Знання», здобувши визнання серед широкого кола слухачів.

## Наукова діяльність
Автор двох монографій, двох навчальних посібників та численних праць (усього — 70), присвячених проблемам сучасної музичної культури.

## Публікації

### Наукові роботи
- Ігрові стратегії в інструментальному театрі постмодернізму / Культура і сучасність: Альманах. — К.: Міленіум, 2008. — С.65 — 68.
- Музичне виконавство в контексті культурних реалій сучасності / Вісник прикарпатського університету. Мистецтвознавство. — Вип.XIV. — Івано-Франківськ: Плай, 2008. — С.98 — 102.
- До питання орфеїчного музично-виконавського архетипу / Актуальні проблеми історії, теорії та практики художньої культури: Збірник наукових праць. — К.: Міленіум, 2008. — Вип.XXI. — С.67 — 72
- Феномен гри в інструментальному театрі постмодернізму / Музична україністика: сучасний вимір: Збірник наукових статей. — Київ-Івано-Франківськ, 2008. -Вип.2. — 113—121.
- Листи до учителя / Самуїл Дайч. Статті. Матеріали. Спогади. — Дрогобич: Посвіт, 2008. — С.119-125.
- Академічне виконавство у ситуації культурних реалій сучасності / Музична україністика: сучасний вимір: Зб. наукових статей. — Київ-Кіровоград, 2009. — Вип.2. — С.49 −55.
- Модерн крізь призму музичного виконавства / Музична україністика: сучасний вимір: Зб. наукових статей. — Київ, 2009. — Вип.4. — С.49 −55.
- Рефлексія у сучасному камерно-інструментальному виконавстві / Камерно-інструментальний ансамбль: історія, теорія, практика: Наукові збірки Львівської національної музичної академії ім. М. В. Лисенка: Серія: Виконавське мистецтво. Книга 1. — Львів: «Сполом», 2010.-Вип.24.- С.14-22.
- Модернізм як парадигма музичної естетики ХХ ст. / Syntagma musicum: Зб. наукових статей. — Львів: «Сполом», 2010. — С.28-36.
- Музично-виконавське мистецтво і парадигма модерну (на прикладі фортепіанного виконавства) / Українське мистецтвознавство: матеріали, дослідження, рецензії: Зб. наукових праць. — К., 2010. — Вип.10. — С.49-53.
- Проблема патріотизму в сучасному науковому дискурсі / Військово-науковий вісник. — Вип.15. — Львів: АСВ, 2011. — С. 228—238.
- Діалог напередодні ювілею / Володимир Деркач — дорогою покликання. -Львів: АСВ, 2011. — С.3 — 24.
- Про піднесене та земне /Лишаюся назавжди з вами… Ісаак Паїн. — Львів: Каменяр, 2012. — С. 322—326.
- Музичне виконавство у контексті реалій сучасної культури / Музична україністика: сучасний вимір: Зб. наукових статей. — Київ, 2012- Вип.5.
- Поняття інтенціональності у камерно-інструментальному виконавстві // Камерно-інструментальний ансамбль: історія, теорія, практика: наукові збірки Львівської національної музичної академії імені М. В. Лисенка. — Львів,2013. — Вип.31. — С.39 — 45.
- Ліричні варіації на тему «Феномен Стефанії Павлишин» // Syntagma musicum: Збірка наукових статей. — Львів: Сполом, 2013. — С.192 — 197.

### Навчальні посібники
- Історія зарубіжної музики: Американські композитори ХХ століття: навчальний посібник. — Львів: АСВ, 2008. — 128 с.
- Історія зарубіжної музики: Композитори Італії, Франції, Великої Британії та Німеччини, другої половини ХХ століття: навчальний посібник. — Львів: АСВ, 2010. — 152 с.

### Книги і монографії
- Чернова-Строй, Ирина. Юрий Башмет — грани совершенства / Ирина Чернова-Строй; Послесл. А. Башмет; Худож. оформл. Г. Бегляров.- Львів: Піраміда, 2003.- 208 с. : ил. — На рус. яз.
- Музичне виконавство в ситуації постмодернізму: Монографія. — Львів: АСВ, 2011. — 185с.

## Нагороди
- Заслужений працівник народної освіти (1995) «за високий професіоналізм та з нагоди 4-ї річниці Збройних Сил України»[3].